# Michał Stefański
Michał Stefański (* 1972 Varšava) je polský literární historik, bohemista a polonista, vědecký editor, překladatel a šéfredaktor Nakladatelství Oficyna 21.
V roce 1997 studoval na Karlově univerzitě v Praze. Vystudoval slovanskou filologii na Varšavské univerzitě, kde v roce 2004 získal doktorát. V letech 1999-2014 pracoval v Polské akademii věd. Vydal mj. monografie Czeska krytyka katolicka lat 1918-1938 (Česká katolická literární kritika let 1918-1938, 2007) a Lekcja maszyny: przypadki poezji czeskiej awangardy (Lekce stroje: případy poezie české avantgardy, 2012).